# LinkedIn
LinkedIn je profesní sociální síť, v březnu 2011 překonala metu 100 milionů registrovaných uživatelů. Čím dál více získává popularitu i v Česku. Mezi uživatele patří manažeři, konzultanti a odborníci z nejrůznějších oborů.[zdroj?] Také firmy mají své účty na LinkedIn.
V roce 2016 převzala síť společnost Microsoft. Zaplatila za ni 26,2 miliard dolarů (631 miliard korun).

## Největší profesní síť na světě
LinkedIn je největší profesní sítí na světě, a v květnu roku 2020 má více než 690 milionů členů ve více než 200 zemích. V ČR je na LinkedIn 1,5 milionu uživatelů. V profilu uživatele se nachází jeho životopis obsahující položky kariéra, pracovní místa a vzdělání. Prostřednictvím kontaktů je uživatel zapojen i do kontaktů svých kontaktů, čímž vzniká provázaná síť uživatelů. LinkedIn nabízí také nejrůznější skupiny a aplikace. Je možné vyhledat bývalé i současné kolegy, spolužáky z univerzit, nebo najít nové obchodní partnery díky možnosti uveřejnění podrobností spolupráce.
LinkedIn je vítaným pomocníkem personalistů a headhunterů, kteří mohou hledat vhodného kandidáta na pracovní pozici mezi obrovským množstvím potenciálních zaměstnanců. Základní profil, který je pro běžného uživatele zcela dostačující, je zdarma, pouze doplňkové funkce jsou placené.
Díky funkci LinkedIn Answers lze klást různé otázky, které mohou být odborného i obchodního charakteru.
LinkedIn není vyhrazen jednomu oboru, existují ale i specializované sítě, např. síť Sermo.com sdružuje lékaře.

## Vstup na burzu
LinkedIn se rozhodl emitovat akcie ve jmenovité výši 45 amerických dolarů, které se ve čtvrtek 19. května 2011 začaly obchodovat na americké burze NYSE.